# 불로대곡동
불로대곡동(不老大谷洞)은 인천광역시 서구의 북부에 위치한 검단 지역의 불로동과 대곡동을 관할하는 행정동이다.

## 연혁
- 1995년 3월 1일 : 경기도 김포군 검단면이 인천광역시 서구로 편입되어 검단동으로 변경
- 2002년 1월 1일 : 검단2동이 검단1동과 분리됨.
- 2005년 9월 1일 : 검단2동의 일부(원당동)가 검단1동의 일부(당하동 동부)와 합쳐 검단3동(현 원당동) 신설[1]
- 2018년 7월 1일 : 검단2동을 불로대곡동으로 개칭

## 법정동
- 불로동(不老洞)
- 대곡동(大谷洞)

## 교육
- 인천목향초등학교(이하 불로동)
- 인천불로초등학교
- 불로중학교

## 아파트
| 단지명                               | 건설사                                                                | 시행사                                       | 주소                  | 입주               | 비고 |
| ------------------------------------ | --------------------------------------------------------------------- | -------------------------------------------- | --------------------- | ------------------ | ---- |
| 불로 금호어울림                      | 금호산업                                                              | ㈜이토씨앤디                                 | 서구 검단로768번길 19 | 2007년 2월         |      |
| 불로1단지 삼보해피하임               | ㈜삼보건영                                                            | ㈜삼보건영                                   |                       | 2007년 11월        |      |
| 불로2단지 삼보해피하임               | ㈜삼보건영                                                            | ㈜삼보건영                                   |                       | 2007년 11월        |      |
| 불로 E편한세상                       | 대림산업                                                              | 대림산업                                     | 서구 고산후로 398     | 2005년 6월         |      |
| 검단 대광로제비앙 센트럴포레         | 대광건영㈜                                                            | 대광에이엠씨㈜                               | 서구 검단로768번길 46 | 2022년 2월         |      |
| 검단호수공원역 호반써밋              | 호반건설                                                              | 호반건설                                     |                       | 2026년 3월 (예정)  |      |
| 검단신도시 디에트르 더 에듀          | 대방건설                                                              | ㈜대방개발기업                               |                       | 2026년 5월 (예정)  |      |
| 신검단중앙역 우미린 클래스원         | 우미개발㈜ ㈜명선종합건설                                             | ㈜검단에이비십칠블록피에프브이               |                       | 2025년 9월 (예정)  |      |
| 신검단중앙역 금강펜테리움 센트럴파크 | ㈜금강주택                                                            | ㈜금강주택                                   |                       | 2025년 11월 (예정) |      |
| 검단 아테라자이                      | 지에스건설㈜ 금호건설                                                 | 인천검단부천괴안주택위탁관리부동산투자회사㈜ |                       |                    |      |
| 검단 중흥S-클래스 에듀파크           | 중흥건설                                                              | 중흥건설                                     |                       |                    |      |
| 검단호수공원역 중흥S-클래스          | 중흥토건㈜                                                            | ㈜새솔건설                                   |                       |                    |      |
| 신검단중앙역 제일풍경채 어바니티 1차 | ㈜제일건설                                                            | 인천검단1차피에프브이㈜                      |                       | 2024년 11월        |      |
| 신검단중앙역 제일풍경채 어바니티 2차 | ㈜제일건설                                                            | 인천검단2차피에프브이㈜                      |                       | 2025년 6월         |      |
| 검단신도시 제일풍경채 3차            | ㈜제일건설                                                            | ㈜창암종합건설                               |                       |                    |      |
| 검단신도시 제일풍경채 4차            | ㈜제일건설                                                            | 인천검단3차피에프브이㈜                      |                       |                    |      |
| 검단신도시 힐스테이트 웰카운티       | 현대건설 코오롱글로벌 ㈜국원건설 ㈜원광건설 ㈜풍창건설 ㈜선두종합건설 | 인천도시공사 컨소시엄                        |                       | 2025년 2월         |      |